# Turdoides squamiceps
El turdoide árabe o tordalino arábigo (Turdoides squamiceps) es una especie de ave paseriforme en la familia Leiothrichidae. Es un ave de nidificación comunitaria que habita en matorrales áridos de Oriente Medio; vive en grupos relativamente estables con estrictas órdenes de jerarquía.

## Taxonomía
Es una de las 26 especies del género Turdoides que constituye junto con varios otros géneros la familia Leiothrichidae. Las especies de esta familia viven principalmente en las ecozonas etiópica e indomalaya, pero unas pocas especies del género Turdoides han penetrado en la zona Paleártica al norte de los trópicos en la que viven en las zonas áridas del norte y el este de África, al norte de India y el Medio Oriente.

## Descripción
Mide entre 26 y 29 cm de longitud, tiene 31 a 33,5 cm de envergadura y pesa entre 64 y 83 gramos. Tiene el pico curvo bastante largo, cola larga, alas redondeada y piernas patas fuertes. El plumaje es de color gris marrón por encima y pálido por debajo. Tiene rayas oscuras en el dorso y el cuello es de color blanquecino. Dispone de una variedad de llamadas incluyendo silbidos, trinos y parloteos.

## Distribución geográfica yhábitat
Prefiere instalarse a lo largo de lechos de ríos secos con pocos árboles y arbustos. Es nativo del este, sur y oeste de Arabia, puede ser encontrado en Emiratos Árabes Unidos, Omán, Yemen y el oeste de Arabia Saudita, pero ausente en la parte central y noreste de la península. Su área de distribución se extiende al norte de Jordania, Israel y el este del Sinaí. Habita matorrales áridos y sabanas, se presenta hasta los 2800 metros sobre el nivel del mar en el Yemen.

## Comportamiento

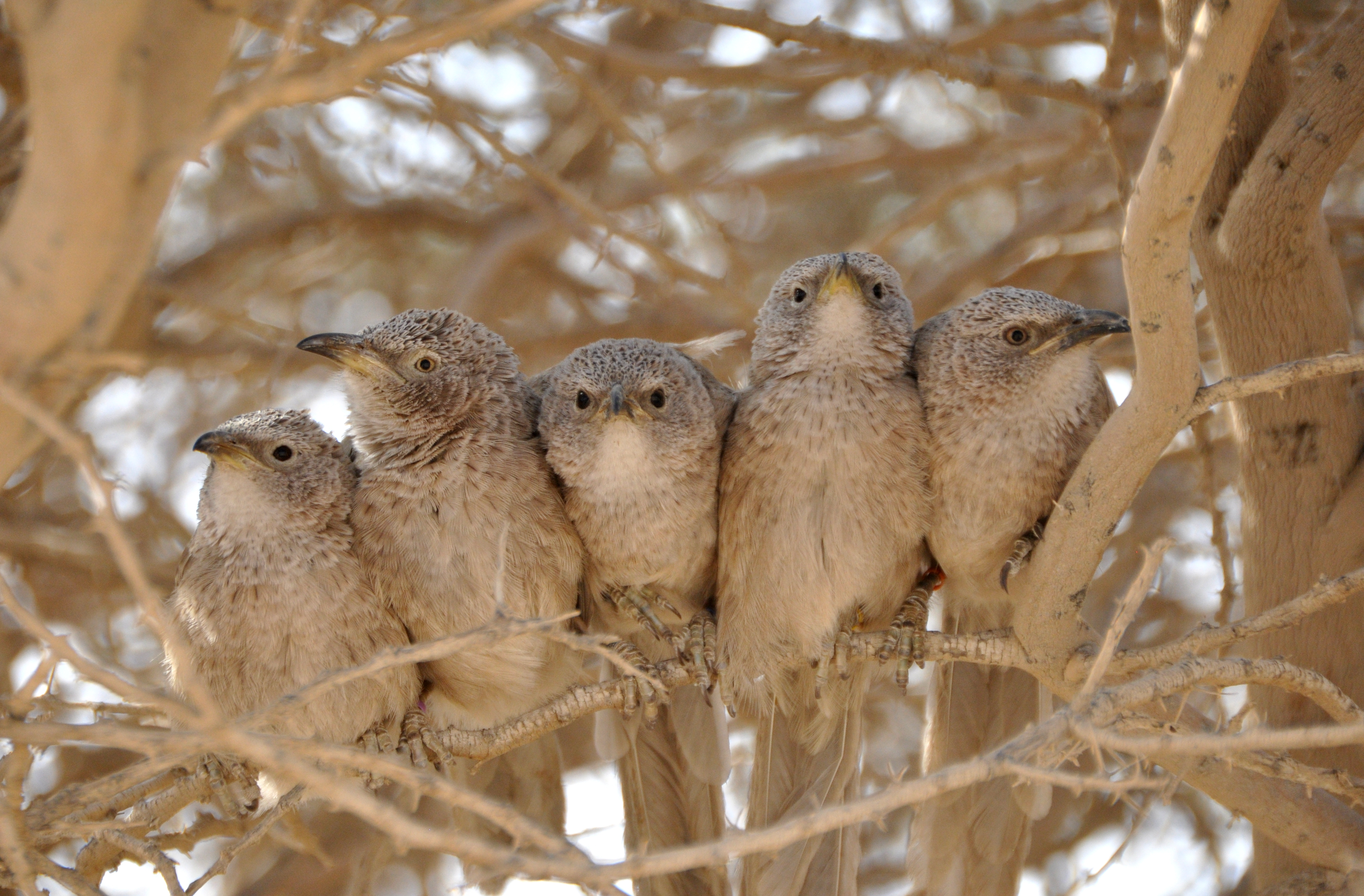
Grupo fotografiado en Israel

Los turdoides árabes son criadores cooperativos que viven en grupos y defienden su territorios todo el año. El tamaño del grupo varía de 2 a 10 individuos. Sus territorios varían con el tamaño del grupo, así como por la presencia de grupos vecinos. Los grupos consisten en una pareja reproductora y otros miembros no reproductores que pueden o no ser descendientes directos o parientes cercanos. Los ayudantes normalmente no se reproducen, pero participan en la crianza de las crías, es decir, en el suministro de alimentos, así como en otros comportamientos de los padres como la incubación, la defensa del territorio y la defensa contra los depredadores.
Construyen un nido en forma de cuenco en la parte densa de un árbol o arbusto. Su período de cría comienza generalmente a partir de febrero y varía hasta julio y es altamente dependiente de la precipitación estacional de la región que a su vez regula la disponibilidad de alimentos. Copulan durante todo el año. Los huevos son depositados generalmente de febrero a julio. La mayoría de las puestas contienen cuatro huevos, depositados en días consecutivos. La incubación generalmente comienza después de la puesta del último huevo y se prolonga durante 14 días hasta la eclosión de los polluelos. Los polluelos abandonan el nido unos 14 días después de la eclosión.
Su dieta incluye una variedad de invertebrados (principalmente artrópodos), pequeños vertebrados (lagartos, lagartijas, serpientes) y materia vegetal, como néctar, flores, bayas, hojas y semillas.